# Technologiepark Zwijnaarde
Het Technologiepark Zwijnaarde is een technologiepark van de Universiteit Gent, gelegen in Zwijnaarde, bij Gent (België). Het technologiepark heeft een oppervlakte van 52 hectare en bestaat uit de campus Ardoyen (30 ha) van de Universiteit Gent en het wetenschapspark Ardoyen (22 ha). De grote campus huist tal van onderzoekscentra, waaronder het Vlaams Instituut voor Biotechnologie (VIB).

## Campus Ardoyen
De campus Ardoyen, of campus Zwijnaarde in de studentenmond, is een onderdeel van het technologiepark Zwijnaarde. Op de campus zijn verschillende instituten gevestigd van de faculteit ingenieurswetenschappen en van de faculteit wetenschappen van de Universiteit Gent.

## Wetenschapspark Ardoyen

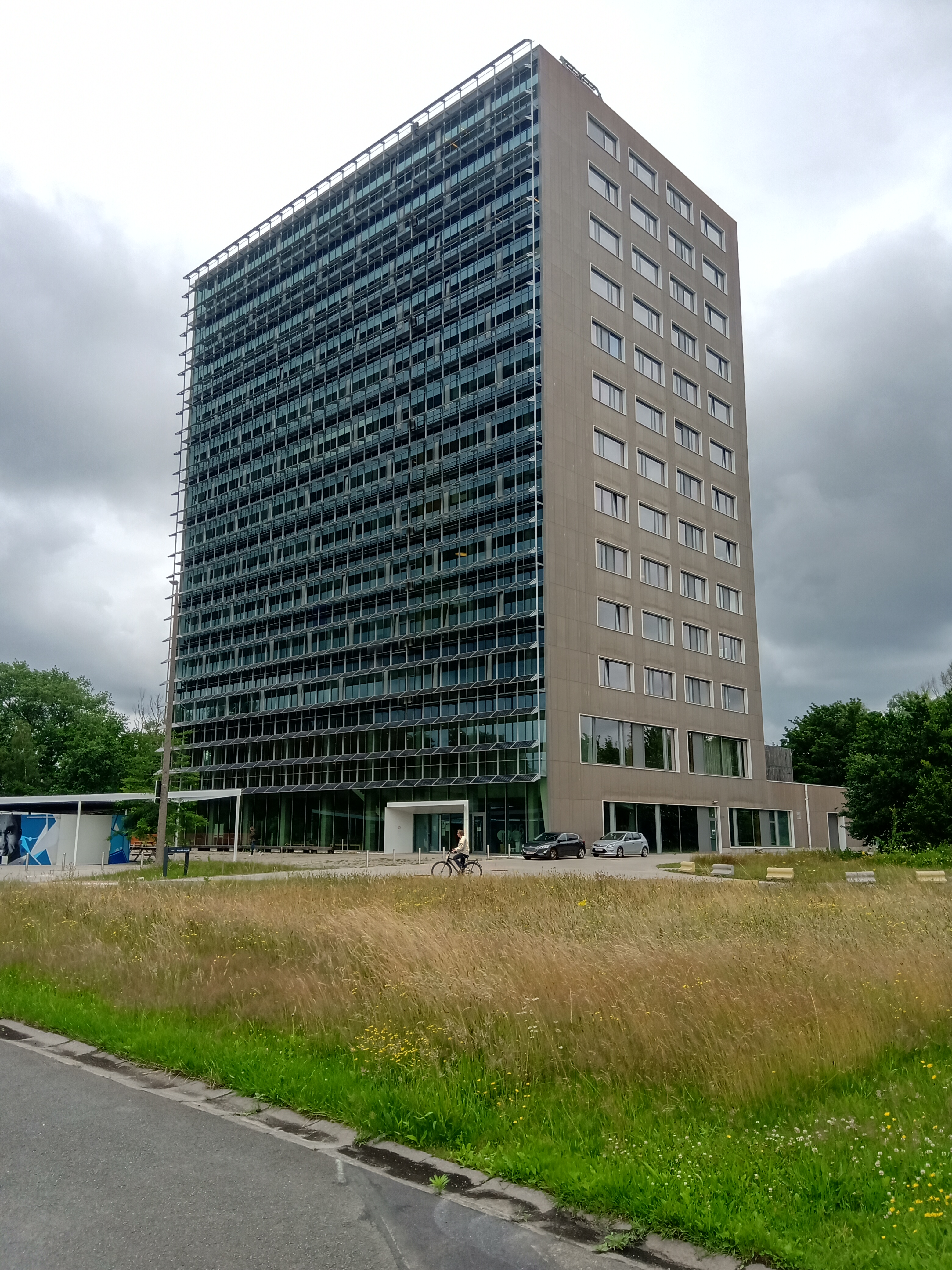
De IGent-toren, een van de twee torens op het Technologiepark Zwijnaarde.

Het Wetenschapspark Ardoyen maakt deel uit van het Technologiepark Zwijnaarde. De gronden van het park zijn door de overheid aan de Universiteit Gent in eigendom gegeven. In 1982 besliste de Raad van Bestuur van de Universiteit Gent om een Wetenschapspark op te richten in Zwijnaarde, op een site oorspronkelijk volledig voorbestemd voor de expansie voor de faculteit ingenieurswetenschappen.
Om in aanmerking te komen als Wetenschapspark in het kader van de bestaande subsidieregeling was een voorafgaand akkoord van het Ministerie van economische zaken nodig. In juli 1986 werd zo een eerste gedeelte van 7,6 ha goedgekeurd als Wetenschapspark. Uiteindelijk werden 22,6 ha van de gehele site als Wetenschapspark goedgekeurd.
De eerste bedrijven die zich op het Wetenschapspark vestigden waren Centexbel (1987), Texaco services Ltd (1990), E2S (1990), PKS (1991), het Innovatie en Incubatiecentrum (1991), Devgen (1998), Innogenetics (1998), CropDesign (1999), deVGen (2004) en Bayer CropScience (2004).
In 2000 startte het Vlaams Instituut voor Biotechnologie (VIB) met de bouw van een bio-incubator. Zes jaar later werd deze ruimte verdubbeld door de bouw van een tweede vleugel. De twee bio-incubators hebben samen een oppervlakte van 7.500 m².
Het UGent-VIB-onderzoeksgebouw Fiers-Schell-Van Montagu, een samenwerking tussen de Universiteit Gent en VIB, opende zijn deuren in 2003. Deze onderzoeksinfrastructuur herbergt 320 onderzoekers, actief in de biotechnologie.
In oktober 2008 raakte bekend dat het Belgische biotechbedrijf Ablynx (tot dan toe gevestigd in de VIB bio-incubator), zou investeren in een nieuw onderzoekscentrum met laboratoria van 10.000 m². De bouw ervan werd voltooid in 2010.
In 2014 groeide het Wetenschapspark Ardoyen verder met de ingebruikname van de AA Toren, een toren met 680 m² laboruimte en 14.000 m² kantoorruimte.

## Mobiliteit
In januari 2022 startte het Agentschap Wegen en Verkeer een studie over de aansluiting van de site op de ovonde N60 (waarbij de ovonde heringericht zal worden met onder meer een fietstunnel), en over een betere doorstroming van het openbaar vervoer op de N60 en N469 (Tramstraat). Voor het vele fietsverkeer zorgt ook het Don Boscocollege dat aan de ovonde ligt. Voor de aanpassing aan de ovonde heeft de Gentse gemeenteraad in november 2021 het RUP voor de site Ardoyen aangepast.
Dit project maakt deel uit van het grote masterproject Ardoyen waarbij de stad Gent de verschillende projecten op en rond de site Ardoyen coördineert.

### Fietsbrug Magnelbrug
Deel van deze studie is een toekomstige fietsbrug vanaf het Technologiepark, over de E40 en over de Ringvaart/R4, richting stad (De Sterre). Voor deze fietsbrug heeft de Vlaamse overheid €7 miljoen voorzien, en hij zou in 2025 af moeten zijn. Deze fietsbrug zal na de twee Parkbosbruggen (André Denysbrug en Zoé Borluutbrug) de tweede specifieke fietsverbinding zijn over deze dubbele barrière in Zwijnaarde.
Deze fietsbrug wordt Magnelbrug genoemd, naar hoogleraar Gustaaf Magnel, die o.a. de eerste grote voorgespannen-betonbrug in de Verenigde Staten ontwierp. Het eveneens naar hem genoemde labo Magnel-Vandepitte bevindt zich op deze campus.

## Tech Lane Ghent Science Park
Technologiepark Zwijnaarde maakt momenteel deel uit van Tech Lane Ghent Science Park dat bestaat uit twee nabij gelegen campussen: Campus Ardoyen (Technologiepark-Zwijnaarde) en Campus Eiland Zwijnaarde. 